# Kramers (cràter)

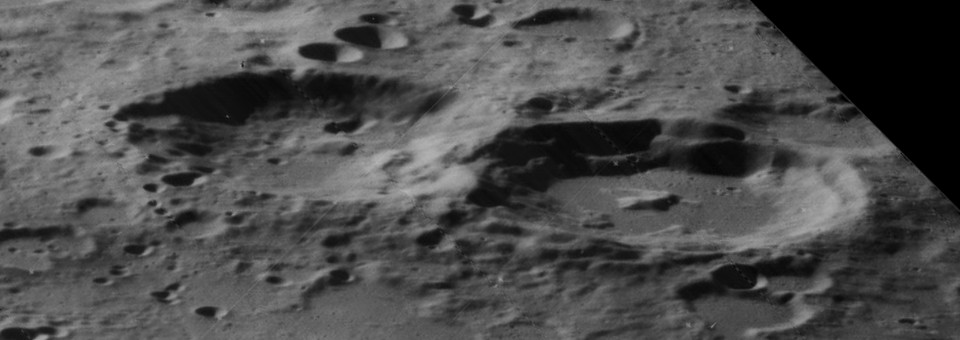
Imatge obliqua de la missió Lunar Orbiter 5. Kramers (esquerra) i Kramers C (dreta), mirant a l'oest.

Kramers és un vell cràter d'impacte que es troba en l'hemisferi nord de la cara oculta de la Lluna, a certa distància a l'oest del cràter més gran Coulomb, i al nord-oest del cràter Weber més petit.
La vora exterior de Kramers està molt erosionada i desgastada, encara que el perímetre del cràter original pot ser fàcilment identificat. La formació de grandària comparable (però més recent) Kramers C envaeix el bord nord-est del cràter principal, formant un cràter apariat. Posseeix una paret interior terraplenada i un pic central al punt central.
Kramers es troba dins de la Conca Coulomb-Sarton, una depressió de 530 km d'ample producte d'un impacte del Període Prenectarià.

## Cràters satèl·lit
Per convenció aquests elements són identificats en els mapes lunars posant la lletra en el costat del punt central del cràter que està més proper a Kramers.
|         | \| Kramers \| Coordenades \| Diàmetre \| \| ------- \| ---------------------------------------- \| -------- \| \| C \| 54° 40′ N, 126° 07′ O / 54.66°N,126.11°O \| 60 km \| \| M \| 50° 12′ N, 127° 21′ O / 50.2°N,127.35°O \| 30 km \| \| S \| 52° 33′ N, 132° 37′ O / 52.55°N,132.62°O \| 26 km \| \| U \| 53° 54′ N, 133° 02′ O / 53.9°N,133.03°O \| 38 km \| |          |
| Kramers | Coordenades | Diàmetre |
| C       | 54° 40′ N, 126° 07′ O / 54.66°N,126.11°O | 60 km    |
| M       | 50° 12′ N, 127° 21′ O / 50.2°N,127.35°O | 30 km    |
| S       | 52° 33′ N, 132° 37′ O / 52.55°N,132.62°O | 26 km    |
| U       | 53° 54′ N, 133° 02′ O / 53.9°N,133.03°O | 38 km    |